# 巴拉赫塔
巴拉赫塔（羅馬化：Balakhta；哈卡斯语：Палыхтығ）是俄罗斯克拉斯诺亚尔斯克边疆区的市级镇、巴拉赫塔区行政中心，位于鄂毕河流域内巴拉赫塔河流入丘雷姆河处，地处克拉斯诺亚尔斯克边疆区南部，在边疆区首府克拉斯诺亚尔斯克西南方。
地名来自突厥语言，意思是“多鱼（的地方）”。该地2021年人口有6,484人；2010年人口7,410；2002年人口7,843；1989年人口7,793。